# Lista de campeões do Torneio de Wimbledon
Esta é a lista de todos os campeões do Torneio de Wimbledon nas categorias profissionais, juvenis e cadeirantes.

## Por ano

### Profissional
| Ano                                                                      | Simples             | Simples                   | Duplas                                 | Duplas                                      | Duplas                                        |
| Ano                                                                      | Masculinos          | Femininos                 | Masculinos                             | Femininos                                   | Mistas                                        |
| ------------------------------------------------------------------------ | ------------------- | ------------------------- | -------------------------------------- | ------------------------------------------- | --------------------------------------------- |
| 2025                                                                     | Jannik Sinner       | Iga Swiatek               | Julian Cash Lloyd Glasspool            | Veronika Kudermetova Elise Mertens          | Sem Verbeek Katerina Siniaková                |
| 2024                                                                     | Carlos Alcaraz      | Barbora Krejčíková        | Harri Heliövaara Henry Patten          | Kateřina Siniaková Taylor Townsend          | Jan Zieliński Hsieh Su-wei                    |
| 2023                                                                     | Carlos Alcaraz      | Markéta Vondroušová       | Wesley Koolhof Neal Skupski            | Hsieh Su-wei Barbora Strýcová               | Mate Pavić Lyudmyla Kichenok                  |
| 2022                                                                     | Novak Djokovic      | Elena Rybakina            | Matthew Ebden Max Purcell              | Barbora Krejčíková Kateřina Siniaková       | Neal Skupski Desirae Krawczyk                 |
| 2021                                                                     | Novak Djokovic      | Ashleigh Barty            | Nikola Mektić Mate Pavić               | Hsieh Su-wei Elise Mertens                  | Neal Skupski Desirae Krawczyk                 |
| Torneio não realizado em 2020 devido à pandemia de COVID-19              |                     |                           |                                        |                                             |                                               |
| 2019                                                                     | Novak Djokovic      | Simona Halep              | Juan Sebastián Cabal Robert Farah      | Hsieh Su-wei Barbora Strýcová               | Ivan Dodig Latisha Chan                       |
| 2018                                                                     | Novak Djokovic      | Angelique Kerber          | Mike Bryan Jack Sock                   | Barbora Krejčíková Kateřina Siniaková       | Alexander Peya Nicole Melichar                |
| 2017                                                                     | Roger Federer       | Garbiñe Muguruza          | Łukasz Kubot Marcelo Melo              | Ekaterina Makarova Elena Vesnina            | Jamie Murray Martina Hingis                   |
| 2016                                                                     | Andy Murray         | Serena Williams           | Pierre-Hugues Herbert Nicolas Mahut    | Serena Williams Venus Williams              | Henri Kontinen Heather Watson                 |
| 2015                                                                     | Novak Djokovic      | Serena Williams           | Jean-Julien Rojer Horia Tecău          | Martina Hingis Sania Mirza                  | Leander Paes Martina Hingis                   |
| 2014                                                                     | Novak Djokovic      | Petra Kvitová             | Vasek Pospisil Jack Sock               | Sara Errani Roberta Vinci                   | Nenad Zimonjić Samantha Stosur                |
| 2013                                                                     | Andy Murray         | Marion Bartoli            | Bob Bryan Mike Bryan                   | Hsieh Su-wei Peng Shuai                     | Daniel Nestor Kristina Mladenovic             |
| 2012                                                                     | Roger Federer       | Serena Williams           | Jonathan Marray Frederik Nielsen       | Serena Williams Venus Williams              | Mike Bryan Lisa Raymond                       |
| 2011                                                                     | Novak Djokovic      | Petra Kvitová             | Bob Bryan Mike Bryan                   | Květa Peschke Katarina Srebotnik            | Jürgen Melzer Iveta Benešová                  |
| 2010                                                                     | Rafael Nadal        | Serena Williams           | Jürgen Melzer Philipp Petzschner       | Vania King Yaroslava Shvedova               | Leander Paes Cara Black                       |
| 2009                                                                     | Roger Federer       | Serena Williams           | Daniel Nestor Nenad Zimonjić           | Serena Williams Venus Williams              | Mark Knowles Anna-Lena Grönefeld              |
| 2008                                                                     | Rafael Nadal        | Venus Williams            | Daniel Nestor Nenad Zimonjić           | Serena Williams Venus Williams              | Bob Bryan Samantha Stosur                     |
| 2007                                                                     | Roger Federer       | Venus Williams            | Arnaud Clément Michaël Llodra          | Cara Black Liezel Huber                     | Jamie Murray Jelena Janković                  |
| 2006                                                                     | Roger Federer       | Amélie Mauresmo           | Bob Bryan Mike Bryan                   | Yan Zi Zheng Jie                            | Andy Ram Vera Zvonareva                       |
| 2005                                                                     | Roger Federer       | Venus Williams            | Stephen Huss Wesley Moodie             | Cara Black Liezel Huber                     | Mahesh Bhupathi Mary Pierce                   |
| 2004                                                                     | Roger Federer       | Maria Sharapova           | Jonas Björkman Todd Woodbridge         | Cara Black Rennae Stubbs                    | Wayne Black Cara Black                        |
| 2003                                                                     | Roger Federer       | Serena Williams           | Jonas Björkman Todd Woodbridge         | Kim Clijsters Ai Sugiyama                   | Leander Paes Martina Navrátilová              |
| 2002                                                                     | Lleyton Hewitt      | Serena Williams           | Jonas Björkman Todd Woodbridge         | Serena Williams Venus Williams              | Mahesh Bhupathi Elena Likhovtseva             |
| 2001                                                                     | Goran Ivanišević    | Venus Williams            | Donald Johnson Jared Palmer            | Lisa Raymond Rennae Stubbs                  | Leoš Friedl Daniela Hantuchová                |
| 2000                                                                     | Pete Sampras        | Venus Williams            | Todd Woodbridge Mark Woodforde         | Serena Williams Venus Williams              | Donald Johnson Kimberly Po                    |
| 1999                                                                     | Pete Sampras        | Lindsay Davenport         | Mahesh Bhupathi Leander Paes           | Lindsay Davenport Corina Morariu            | Leander Paes Lisa Raymond                     |
| 1998                                                                     | Pete Sampras        | Jana Novotná              | Jacco Eltingh Paul Haarhuis            | Martina Hingis Jana Novotná                 | Max Mirnyi Serena Williams                    |
| 1997                                                                     | Pete Sampras        | Martina Hingis            | Todd Woodbridge Mark Woodforde         | Gigi Fernández Natasha Zvereva              | Cyril Suk Helena Suková                       |
| 1996                                                                     | Richard Krajicek    | Steffi Graf               | Todd Woodbridge Mark Woodforde         | Martina Hingis Helena Suková                | Cyril Suk Helena Suková                       |
| 1995                                                                     | Pete Sampras        | Steffi Graf               | Todd Woodbridge Mark Woodforde         | Jana Novotná Arantxa Sánchez Vicario        | Jonathan Stark Martina Navrátilová            |
| 1994                                                                     | Pete Sampras        | Conchita Martínez         | Todd Woodbridge Mark Woodforde         | Gigi Fernández Natasha Zvereva              | Todd Woodbridge Helena Suková                 |
| 1993                                                                     | Pete Sampras        | Steffi Graf               | Todd Woodbridge Mark Woodforde         | Gigi Fernández Natasha Zvereva              | Mark Woodforde Martina Navrátilová            |
| 1992                                                                     | Andre Agassi        | Steffi Graf               | John McEnroe Michael Stich             | Gigi Fernández Natasha Zvereva              | Cyril Suk Larisa Savchenko Neiland            |
| 1991                                                                     | Michael Stich       | Steffi Graf               | John Fitzgerald Anders Järryd          | Larisa Savchenko Neiland Natasha Zvereva    | John Fitzgerald Elizabeth Sayers Smylie       |
| 1990                                                                     | Stefan Edberg       | Martina Navrátilová       | Rick Leach Jim Pugh                    | Jana Novotná Helena Suková                  | Rick Leach Zina Garrison                      |
| 1989                                                                     | Boris Becker        | Steffi Graf               | John Fitzgerald Anders Järryd          | Jana Novotná Helena Suková                  | Jim Pugh Jana Novotná                         |
| 1988                                                                     | Stefan Edberg       | Steffi Graf               | Ken Flach Robert Seguso                | Steffi Graf Gabriela Sabatini               | Sherwood Stewart Zina Garrison                |
| 1987                                                                     | Pat Cash            | Martina Navrátilová       | Ken Flach Robert Seguso                | Claudia Kohde-Kilsch Helena Suková          | Jeremy Bates Jo Durie                         |
| 1986                                                                     | Boris Becker        | Martina Navrátilová       | Joakim Nyström Mats Wilander           | Martina Navrátilová Pam Shriver             | Ken Flach Kathy Jordan                        |
| 1985                                                                     | Boris Becker        | Martina Navrátilová       | Heinz Günthardt Balázs Taróczy         | Kathy Jordan Elizabeth Sayers Smylie        | Paul McNamee Martina Navrátilová              |
| 1984                                                                     | John McEnroe        | Martina Navrátilová       | Peter Fleming John McEnroe             | Martina Navrátilová Pam Shriver             | John Lloyd Wendy Turnbull                     |
| 1983                                                                     | John McEnroe        | Martina Navrátilová       | Peter Fleming John McEnroe             | Martina Navrátilová Pam Shriver             | John Lloyd Wendy Turnbull                     |
| 1982                                                                     | Jimmy Connors       | Martina Navrátilová       | Peter McNamara Paul McNamee            | Martina Navrátilová Pam Shriver             | Kevin Curren Anne Smith                       |
| 1981                                                                     | John McEnroe        | Chris Evert               | Peter Fleming John McEnroe             | Martina Navrátilová Pam Shriver             | Frew McMillan Betty Stöve                     |
| 1980                                                                     | Björn Borg          | Evonne Goolagong Cawley   | Peter McNamara Paul McNamee            | Kathy Jordan Anne Smith                     | John Austin Tracy Austin                      |
| 1979                                                                     | Björn Borg          | Martina Navrátilová       | Peter Fleming John McEnroe             | Billie Jean King Martina Navrátilová        | Bob Hewitt Greer Stevens                      |
| 1978                                                                     | Björn Borg          | Martina Navrátilová       | Bob Hewitt Frew McMillan               | Kerry Melville Reid Wendy Turnbull          | Frew McMillan Betty Stöve                     |
| 1977                                                                     | Björn Borg          | Virginia Wade             | Ross Case Geoff Masters                | Helen Gourlay Cawley JoAnne Russell         | Bob Hewitt Greer Stevens                      |
| 1976                                                                     | Björn Borg          | Chris Evert               | Brian Gottfried Raúl Ramírez           | Chris Evert Martina Navrátilová             | Tony Roche Françoise Dürr                     |
| 1975                                                                     | Arthur Ashe         | Billie Jean King          | Vitas Gerulaitis Sandy Mayer           | Ann Kiyomura Kazuko Sawamatsu               | Marty Riessen Margaret Court                  |
| 1974                                                                     | Jimmy Connors       | Chris Evert               | John Newcombe Tony Roche               | Evonne Goolagong Cawley Peggy Michel        | Owen Davidson Billie Jean King                |
| 1973                                                                     | Jan Kodeš           | Billie Jean King          | Jimmy Connors Ilie Năstase             | Rosie Casals Billie Jean King               | Owen Davidson Billie Jean King                |
| 1972                                                                     | Stan Smith          | Billie Jean King          | Bob Hewitt Frew McMillan               | Billie Jean King Betty Stöve                | Ilie Năstase Rosie Casals                     |
| 1971                                                                     | John Newcombe       | Evonne Goolagong Cawley   | Roy Emerson Rod Laver                  | Rosie Casals Billie Jean King               | Owen Davidson Billie Jean King                |
| 1970                                                                     | John Newcombe       | Margaret Court            | John Newcombe Tony Roche               | Rosie Casals Billie Jean King               | Ilie Năstase Rosie Casals                     |
| 1969                                                                     | Rod Laver           | Ann Haydon-Jones          | John Newcombe Tony Roche               | Margaret Court Judy Tegart Dalton           | Fred Stolle Ann Haydon Jones                  |
| 1968                                                                     | Rod Laver           | Billie Jean King          | John Newcombe Tony Roche               | Rosie Casals Billie Jean King               | Ken Fletcher Margaret Court                   |
| 1967                                                                     | John Newcombe       | Billie Jean King          | Bob Hewitt Frew McMillan               | Rosie Casals Billie Jean King               | Owen Davidson Billie Jean King                |
| 1966                                                                     | Manuel Santana      | Billie Jean King          | Ken Fletcher John Newcombe             | Maria Esther Bueno Nancy Richey Gunter      | Ken Fletcher Margaret Court                   |
| 1965                                                                     | Roy Emerson         | Margaret Court            | John Newcombe Tony Roche               | Maria Esther Bueno Billie Jean King         | Ken Fletcher Margaret Court                   |
| 1964                                                                     | Roy Emerson         | Maria Esther Bueno        | Bob Hewitt Fred Stolle                 | Margaret Court Lesley Turner Bowrey         | Fred Stolle Lesley Turner Bowrey              |
| 1963                                                                     | Chuck McKinley      | Margaret Court            | Rafael Osuna Antonio Palafox           | Maria Esther Bueno Darlene Hard             | Ken Fletcher Margaret Court                   |
| 1962                                                                     | Rod Laver           | Karen Hantze Susman       | Bob Hewitt Fred Stolle                 | Karen Hantze Susman Billie Jean King        | Neale Fraser Margaret Osborne duPont          |
| 1961                                                                     | Rod Laver           | Angela Mortimer Barrett   | Roy Emerson Neale Fraser               | Karen Hantze Susman Billie Jean King        | Fred Stolle Lesley Turner Bowrey              |
| 1960                                                                     | Neale Fraser        | Maria Esther Bueno        | Rafael Osuna Dennis Ralston            | Maria Esther Bueno Darlene Hard             | Rod Laver Darlene Hard                        |
| 1959                                                                     | Alex Olmedo         | Maria Esther Bueno        | Roy Emerson Neale Fraser               | Jeanne Arth Darlene Hard                    | Rod Laver Darlene Hard                        |
| 1958                                                                     | Ashley Cooper       | Althea Gibson             | Sven Davidson Ulf Schmidt              | Maria Esther Bueno Althea Gibson            | Robert Howe Lorraine Coghlan Robinson         |
| 1957                                                                     | Lew Hoad            | Althea Gibson             | Gardnar Mulloy Budge Patty             | Althea Gibson Darlene Hard                  | Mervyn Rose Darlene Hard                      |
| 1956                                                                     | Lew Hoad            | Shirley Fry Irvin         | Lew Hoad Ken Rosewall                  | Angela Buxton Althea Gibson                 | Vic Seixas Shirley Fry Irvin                  |
| 1955                                                                     | Tony Trabert        | Louise Brough Clapp       | Rex Hartwig Lew Hoad                   | Angela Mortimer Barrett Anne Shilcock       | Vic Seixas Doris Hart                         |
| 1954                                                                     | Jaroslav Drobný     | Maureen Connolly Brinker  | Rex Hartwig Mervyn Rose                | Louise Brough Clapp Margaret Osborne duPont | Vic Seixas Doris Hart                         |
| 1953                                                                     | Vic Seixas          | Maureen Connolly Brinker  | Lew Hoad Ken Rosewall                  | Shirley Fry Irvin Doris Hart                | Vic Seixas Doris Hart                         |
| 1952                                                                     | Frank Sedgman       | Maureen Connolly Brinker  | Ken McGregor Frank Sedgman             | Shirley Fry Irvin Doris Hart                | Frank Sedgman Doris Hart                      |
| 1951                                                                     | Dick Savitt         | Doris Hart                | Ken McGregor Frank Sedgman             | Shirley Fry Irvin Doris Hart                | Frank Sedgman Doris Hart                      |
| 1950                                                                     | Budge Patty         | Louise Brough Clapp       | John Bromwich Adrian Quist             | Louise Brough Clapp Margaret Osborne duPont | Eric Sturgess Louise Brough Clapp             |
| 1949                                                                     | Ted Schroeder       | Louise Brough Clapp       | Richard Gonzales Frank Parker          | Louise Brough Clapp Margaret Osborne duPont | Eric Sturgess Sheila Summers                  |
| 1948                                                                     | Bob Falkenburg      | Louise Brough Clapp       | John Bromwich Frank Sedgman            | Louise Brough Clapp Margaret Osborne duPont | John Bromwich Louise Brough Clapp             |
| 1947                                                                     | Jack Kramer         | Margaret Osborne duPont   | Robert Falkenburg Jack Kramer          | Patricia Canning Todd Doris Hart            | John Bromwich Louise Brough Clapp             |
| 1946                                                                     | Yvon Petra          | Pauline Betz Addie        | Tom Brown Jack Kramer                  | Louise Brough Clapp Margaret Osborne duPont | Thomas Brown Louise Brough Clapp              |
| Torneio não realizado entre 1945 e 1940 devido à Segunda Guerra Mundial  |                     |                           |                                        |                                             |                                               |
| 1939                                                                     | Bobby Riggs         | Alice Marble              | Elwood Cooke Bobby Riggs               | Sarah Palfrey Cooke Alice Marble            | Bobby Riggs Alice Marble                      |
| 1938                                                                     | Don Budge           | Helen Wills Moody         | Don Budge Gene Mako                    | Sarah Palfrey Cooke Alice Marble            | Don Budge Alice Marble                        |
| 1937                                                                     | Don Budge           | Dorothy Round Little      | Don Budge Gene Mako                    | Simone Mathieu Billie Yorke                 | Don Budge Alice Marble                        |
| 1936                                                                     | Fred Perry          | Helen Hull Jacobs         | George Hughes Raymond Tuckey           | Freda James Kay Stammers Bullitt            | Fred Perry Dorothy Round Little               |
| 1935                                                                     | Fred Perry          | Helen Wills Moody         | Jack Crawford Adrian Quist             | Freda James Kay Stammers Bullitt            | Fred Perry Dorothy Round Little               |
| 1934                                                                     | Fred Perry          | Dorothy Round Little      | George Lott Lester Stoefen             | Simone Mathieu Elizabeth Ryan               | Ryuki Miki Dorothy Round Little               |
| 1933                                                                     | Jack Crawford       | Helen Wills Moody         | Jean Borotra Jacques Brugnon           | Simone Mathieu Elizabeth Ryan               | Gottfried von Cramm Hilde Krahwinkel Sperling |
| 1932                                                                     | Ellsworth Vines     | Helen Wills Moody         | Jean Borotra Jacques Brugnon           | Doris Metaxa Josane Sigart                  | Enrique Maier Elizabeth Ryan                  |
| 1931                                                                     | Sidney Wood         | Cilly Aussem              | George Lott John Van Ryn               | Phyllis Mudford Dorothy Shepherd-Barron     | George Lott Anna McCune Harper                |
| 1930                                                                     | Bill Tilden         | Helen Wills Moody         | Wilmer Allison John Van Ryn            | Elizabeth Ryan Helen Wills Moody            | Jack Crawford Elizabeth Ryan                  |
| 1929                                                                     | Henri Cochet        | Helen Wills Moody         | Wilmer Allison John Van Ryn            | Phoebe Holcroft Watson Peggy Saunders       | Francis Hunter Helen Wills Moody              |
| 1928                                                                     | René Lacoste        | Helen Wills Moody         | Jacques Brugnon Henri Cochet           | Phoebe Holcroft Watson Peggy Saunders       | Patrick Spence Elizabeth Ryan                 |
| 1927                                                                     | Henri Cochet        | Helen Wills Moody         | Francis Hunter Bill Tilden             | Elizabeth Ryan Helen Wills Moody            | Francis Hunter Elizabeth Ryan                 |
| 1926                                                                     | Jean Borotra        | Kathleen McKane Godfree   | Jacques Brugnon Henri Cochet           | Mary Browne Elizabeth Ryan                  | Leslie Godfree Kathleen McKane Godfree        |
| 1925                                                                     | René Lacoste        | Suzanne Lenglen           | Jean Borotra René Lacoste              | Suzanne Lenglen Elizabeth Ryan              | Jean Borotra Suzanne Lenglen                  |
| 1924                                                                     | Jean Borotra        | Kathleen McKane Godfree   | Francis Hunter Vincent Richards        | Hazel Hotchkiss Wightman Helen Wills Moody  | John Gilbert Kathleen McKane Godfree          |
| 1923                                                                     | Bill Johnston       | Suzanne Lenglen           | Leslie Godfree Randolph Lycett         | Suzanne Lenglen Elizabeth Ryan              | Randolph Lycett Elizabeth Ryan                |
| 1922                                                                     | Gerald Patterson    | Suzanne Lenglen           | James Anderson Randolph Lycett         | Suzanne Lenglen Elizabeth Ryan              | Pat O'Hara Wood Suzanne Lenglen               |
| 1921                                                                     | Bill Tilden         | Suzanne Lenglen           | Randolph Lycett Max Woosnam            | Suzanne Lenglen Elizabeth Ryan              | Randolph Lycett Elizabeth Ryan                |
| 1920                                                                     | Bill Tilden         | Suzanne Lenglen           | Chuck Garland Richard Williams         | Suzanne Lenglen Elizabeth Ryan              | Gerald Patterson Suzanne Lenglen              |
| 1919                                                                     | Gerald Patterson    | Suzanne Lenglen           | Pat O'Hara Wood Ronald Thomas          | Suzanne Lenglen Elizabeth Ryan              | Randolph Lycett Elizabeth Ryan                |
| Torneio não realizado entre 1918 e 1915 devido à Primeira Guerra Mundial |                     |                           |                                        |                                             |                                               |
| 1914                                                                     | Norman Brookes      | Dorothea Lambert Chambers | Norman Brookes Anthony Wilding         | Agatha Morton Elizabeth Ryan                | James Cecil Parke Ethel Thomson Larcombe      |
| 1913                                                                     | Anthony Wilding     | Dorothea Lambert Chambers | Charles Dixon Herbert Roper Barrett    | Dora Boothby Winifred McNair                | Hope Crisp Agnes Tuckey                       |
| 1912                                                                     | Anthony Wilding     | Ethel Thomson Larcombe    | Charles Dixon Herbert Roper Barrett    |                                             |                                               |
| 1911                                                                     | Anthony Wilding     | Dorothea Lambert Chambers | Max Décugis André Gobert               |                                             |                                               |
| 1910                                                                     | Anthony Wilding     | Dorothea Lambert Chambers | Josiah Ritchie Anthony Wilding         |                                             |                                               |
| 1909                                                                     | Arthur Gore         | Dora Boothby              | Arthur Gore Herbert Roper Barrett      |                                             |                                               |
| 1908                                                                     | Arthur Gore         | Charlotte Cooper Sterry   | Josiah Ritchie Anthony Wilding         |                                             |                                               |
| 1907                                                                     | Norman Brookes      | May Sutton Bundy          | Norman Brookes Anthony Wilding         |                                             |                                               |
| 1906                                                                     | Lawrence Doherty    | Dorothea Lambert Chambers | Frank Riseley Sydney Smith             |                                             |                                               |
| 1905                                                                     | Lawrence Doherty    | May Sutton Bundy          | Lawrence Doherty Reginald Doherty      |                                             |                                               |
| 1904                                                                     | Lawrence Doherty    | Dorothea Lambert Chambers | Lawrence Doherty Reginald Doherty      |                                             |                                               |
| 1903                                                                     | Lawrence Doherty    | Dorothea Lambert Chambers | Lawrence Doherty Reginald Doherty      |                                             |                                               |
| 1902                                                                     | Lawrence Doherty    | Muriel Robb               | Frank Riseley Sydney Smith             |                                             |                                               |
| 1901                                                                     | Arthur Gore         | Charlotte Cooper Sterry   | Lawrence Doherty Reginald Doherty      |                                             |                                               |
| 1900                                                                     | Reginald Doherty    | Blanche Bingley Hillyard  | Lawrence Doherty Reginald Doherty      |                                             |                                               |
| 1899                                                                     | Reginald Doherty    | Blanche Bingley Hillyard  | Lawrence Doherty Reginald Doherty      |                                             |                                               |
| 1898                                                                     | Reginald Doherty    | Charlotte Cooper Sterry   | Lawrence Doherty Reginald Doherty      |                                             |                                               |
| 1897                                                                     | Reginald Doherty    | Blanche Bingley Hillyard  | Lawrence Doherty Reginald Doherty      |                                             |                                               |
| 1896                                                                     | Harold Mahoney      | Charlotte Cooper Sterry   | Herbert Baddeley Wilfred Baddeley      |                                             |                                               |
| 1895                                                                     | Wilfred Baddeley    | Charlotte Cooper Sterry   | Herbert Baddeley Wilfred Baddeley      |                                             |                                               |
| 1894                                                                     | Joshua Pim          | Blanche Bingley Hillyard  | Herbert Baddeley Wilfred Baddeley      |                                             |                                               |
| 1893                                                                     | Joshua Pim          | Lottie Dod                | Joshua Pim Frank Stoker                |                                             |                                               |
| 1892                                                                     | Wilfred Baddeley    | Lottie Dod                | Ernest Lewis Harry S. Barlow           |                                             |                                               |
| 1891                                                                     | Wilfred Baddeley    | Lottie Dod                | Herbert Baddeley Wilfred Baddeley      |                                             |                                               |
| 1890                                                                     | Willoughby Hamilton | Helen Rice                | Joshua Pim Frank Stoker                |                                             |                                               |
| 1889                                                                     | William Renshaw     | Blanche Bingley Hillyard  | Ernest Renshaw William Renshaw         |                                             |                                               |
| 1888                                                                     | Ernest Renshaw      | Lottie Dod                | Ernest Renshaw William Renshaw         |                                             |                                               |
| 1887                                                                     | Herbert Lawford     | Lottie Dod                | Patrick Bowes-Lyon Herbert Wilberforce |                                             |                                               |
| 1886                                                                     | William Renshaw     | Blanche Bingley Hillyard  | Ernest Renshaw William Renshaw         |                                             |                                               |
| 1885                                                                     | William Renshaw     | Mauad                     | Ernest Renshaw William Renshaw         |                                             |                                               |
| 1884                                                                     | William Renshaw     | Maud Watson               | Ernest Renshaw William Renshaw         |                                             |                                               |
| 1883                                                                     | William Renshaw     |                           |                                        |                                             |                                               |
| 1882                                                                     | William Renshaw     |                           |                                        |                                             |                                               |
| 1881                                                                     | William Renshaw     |                           |                                        |                                             |                                               |
| 1880                                                                     | John Hartley        |                           |                                        |                                             |                                               |
| 1879                                                                     | John Hartley        |                           |                                        |                                             |                                               |
| 1878                                                                     | Frank Hadow         |                           |                                        |                                             |                                               |
| 1877                                                                     | Spencer Gore        |                           |                                        |                                             |                                               |

### Juvenil
| Ano                                                         | Simples                     | Simples                 | Duplas                                    | Duplas                                     |
| Ano                                                         | Masculinos                  | Femininos               | Masculinos                                | Femininos                                  |
| ----------------------------------------------------------- | --------------------------- | ----------------------- | ----------------------------------------- | ------------------------------------------ |
| 2024                                                        | Nicolai Budkov Kjær         | Renáta Jamrichová       | Alexander Razeghi Max Schönhaus           | Tyra Caterina Grant Iva Jovic              |
| 2023                                                        | Henry Searle                | Clervie Ngounoue        | Jakub Filip Gabriele Vulpitta             | Alena Kovačková Laura Samsonová            |
| 2022                                                        | Mili Poljičak               | Liv Hovde               | Sebastian Gorzny Alex Michelsen           | Rose Marie Nijkamp Angella Okutoyi         |
| 2021                                                        | Samir Banerjee              | Ane Mintegi del Olmo    | Edas Butvilas Alejandro Manzanera Pertusa | Kristina Dmitruk Diana Shnaider            |
| Torneio não realizado em 2020 devido à pandemia de COVID-19 |                             |                         |                                           |                                            |
| 2019                                                        | Shintaro Mochizuki          | Daria Snigur            | Jonáš Forejtek Jiří Lehečka               | Savannah Broadus Abigail Forbes            |
| 2018                                                        | Tseng Chun-hsin             | Iga Świątek             | Yankı Erel Otto Virtanen                  | Wang Xinyu Wang Xiyu                       |
| 2017                                                        | Alejandro Davidovich Fokina | Claire Liu              | Axel Geller Hsu Yu-hsiou                  | Olga Danilović Kaja Juvan                  |
| 2016                                                        | Denis Shapovalov            | Anastasia Potapova      | Kenneth Raisma Stefanos Tsitsipas         | Usue Maitane Arconada Claire Liu           |
| 2015                                                        | Reilly Opelka               | Sofya Zhuk              | Lý Hoàng Nam Sumit Nagal                  | Dalma Gálfi Fanny Stollár                  |
| 2014                                                        | Noah Rubin                  | Jeļena Ostapenko        | Orlando Luz Marcelo Zormann               | Tami Grende Ye Qiuyu                       |
| 2013                                                        | Gianluigi Quinzi            | Belinda Bencic          | Thanasi Kokkinakis Nick Kyrgios           | Barbora Krejčíková Kateřina Siniaková      |
| 2012                                                        | Filip Peliwo                | Eugenie Bouchard        | Andrew Harris Nick Kyrgios                | Eugenie Bouchard Taylor Townsend           |
| 2011                                                        | Luke Saville                | Ashleigh Barty          | George Morgan Mate Pavić                  | Eugenie Bouchard Grace Min                 |
| 2010                                                        | Márton Fucsovics            | Kristýna Plíšková       | Liam Broady Tom Farquharson               | Tímea Babos Sloane Stephens                |
| 2009                                                        | Andrey Kuznetsov            | Noppawan Lertcheewakarn | Pierre-Hugues Herbert Kevin Krawietz      | Noppawan Lertcheewakarn Sally Peers        |
| 2008                                                        | Grigor Dimitrov             | Laura Robson            | Hsieh Cheng-peng Yang Tsung-hua           | Polona Hercog Jessica Moore                |
| 2007                                                        | Donald Young                | Urszula Radwańska       | Daniel Lopez Matteo Trevisan              | Anastasia Pavlyuchenkova Urszula Radwańska |
| 2006                                                        | Thiemo de Bakker            | Caroline Wozniacki      | Kellen Damico Nathaniel Schnugg           | Alisa Kleybanova Anastasia Pavlyuchenkova  |
| 2005                                                        | Jérémy Chardy               | Agnieszka Radwańska     | Jesse Levine Michael Shabaz               | Victoria Azarenka Ágnes Szávay             |
| 2004                                                        | Gaël Monfils                | Kateryna Bondarenko     | Brendan Evans Scott Oudsema               | Victoria Azarenka Olga Govortsova          |
| 2003                                                        | Florin Mergea               | Kirsten Flipkens        | Florin Mergea Horia Tecău                 | Alisa Kleybanova Sania Mirza               |
| 2002                                                        | Todd Reid                   | Vera Douchevina         | Florin Mergea Horia Tecău                 | Elke Clijsters Barbora Strýcová            |
| 2001                                                        | Roman Valent                | Angelique Widjaja       | Frank Dancevic Giovanni Lapentti          | Gisela Dulko Ashley Harkleroad             |
| 2000                                                        | Nicolas Mahut               | María Emilia Salerni    | Dominique Coene Kristof Vliegen           | Ioana Gaspar Tatiana Perebiynis            |
| 1999                                                        | Jürgen Melzer               | Iroda Tulyaganova       | Guillermo Coria David Nalbandian          | Dája Bedáňová María Emilia Salerni         |
| 1998                                                        | Roger Federer               | Katarina Srebotnik      | Roger Federer Olivier Rochus              | Eva Dyrberg Jelena Kostanić                |
| 1997                                                        | Wesley Whitehouse           | Cara Black              | Luis Horna Nicolas Massú                  | Cara Black Irina Selyutina                 |
| 1996                                                        | Vladimir Voltchkov          | Amélie Mauresmo         | Daniele Bracciali Jocelyn Robichaud       | Olga Barabanschikova Amélie Mauresmo       |
| 1995                                                        | Olivier Mutis               | Aleksandra Olsza        | Martin Lee James Trotman                  | Cara Black Aleksandra Olsza                |
| 1994                                                        | Scott Humphries             | Martina Hingis          | Ben Ellwood Mark Philippoussis            | Esme De Villiers Elizabeth Jelfs           |
| 1993                                                        | Răzvan Sabău                | Nancy Feber             | Steven Downs James Greenhalgh             | Laurence Courtois Nancy Feber              |
| 1992                                                        | David Škoch                 | Chanda Rubin            | Steven Baldas Scott Draper                | Maija Avotins Lisa McShea                  |
| 1991                                                        | Thomas Enqvist              | Barbara Rittner         | Karim Alami Greg Rusedski                 | Catherine Barclay Limor Zaltz              |
| 1990                                                        | Leander Paes                | Andrea Strnadová        | Sébastien Lareau Sébastien Leblanc        | Karina Habšudová Andrea Strnadová          |
| 1989                                                        | Nicklas Kulti               | Andrea Strnadová        | Jared Palmer Jonathan Stark               | Jennifer Capriati Meredith McGrath         |
| 1988                                                        | Nicolás Pereira             | Brenda Schultz          | Jason Stoltenberg Todd Woodbridge         | Jo-Anne Faull Rachel McQuillan             |
| 1987                                                        | Diego Nargiso               | Natasha Zvereva         | Jason Stoltenberg Todd Woodbridge         | Natalia Medvedeva Natasha Zvereva          |
| 1986                                                        | Eduardo Vélez               | Natasha Zvereva         | Tomás Carbonell Petr Korda                | Michelle Jaggard Lisa O'Neill              |
| 1985                                                        | Leonardo Lavalle            | Andrea Holikova         | Agustín Moreno Jaime Yzaga                | Louise Field Janine Thompson               |
| 1984                                                        | Mark Kratzmann              | Annabel Croft           | Ricky Brown Robbie Weiss                  | Caroline Kuhlman Stephanie Rehe            |
| 1983                                                        | Stefan Edberg               | Pascale Paradis         | Mark Kratzmann Simon Youl                 | Patty Fendick Patricia Hy                  |
| 1982                                                        | Pat Cash                    | Catherine Tanvier       | Pat Cash John Frawley                     | Penny Barg Beth Herr                       |
| 1981                                                        | Matt Anger                  | Zina Garrison           |                                           |                                            |
| 1980                                                        | Thierry Tulasne             | Debbie Freeman          |                                           |                                            |
| 1979                                                        | Ramesh Krishnan             | Mary Lou Piatek         |                                           |                                            |
| 1978                                                        | Ivan Lendl                  | Tracy Austin            |                                           |                                            |
| 1977                                                        | Van Winitsky                | Lea Antonoplis          |                                           |                                            |
| 1976                                                        | Heinz Günthardt             | Natasha Chmyreva        |                                           |                                            |
| 1975                                                        | Chris Lewis                 | Natasha Chmyreva        |                                           |                                            |
| 1974                                                        | Billy Martin                | Mima Jaušovec           |                                           |                                            |
| 1973                                                        | Billy Martin                | Ann Kiyomura            |                                           |                                            |
| 1972                                                        | Björn Borg                  | Ilana Kloss             |                                           |                                            |
| 1971                                                        | Robert Kreiss               | Marina Kroshina         |                                           |                                            |
| 1970                                                        | Byron Bertram               | Sharon Walsh            |                                           |                                            |
| 1969                                                        | Byron Bertram               | Kazuko Sawamatsu        |                                           |                                            |
| 1968                                                        | John Alexander              | Kristy Pigeon           |                                           |                                            |
| 1967                                                        | Manuel Orantes              | Judith Salome           |                                           |                                            |
| 1966                                                        | Vladimir Korotkov           | Birgitta Lindstrom      |                                           |                                            |
| 1965                                                        | Vladimir Korotkov           | Olga Morozova           |                                           |                                            |
| 1964                                                        | Ismail El Shafei            | Peaches Bartkowicz      |                                           |                                            |
| 1963                                                        | Nicky Kalogeropoulos        | Monique Salfati         |                                           |                                            |
| 1962                                                        | Stanley Matthews            | Galina Baksheeva        |                                           |                                            |
| 1961                                                        | Clark Graebner              | Galina Baksheeva        |                                           |                                            |
| 1960                                                        | Rodney Mandelstam           | Karen Hantze            |                                           |                                            |
| 1959                                                        | Toomas Leius                | Joan Cross              |                                           |                                            |
| 1958                                                        | Butch Buchholz              | Sally Moore             |                                           |                                            |
| 1957                                                        | Jimmy Tattersall            | Miriam Arnold           |                                           |                                            |
| 1956                                                        | Ronald Holmberg             | Ann Haydon-Jones        |                                           |                                            |
| 1955                                                        | Mike Hann                   | Sheila Armstrong        |                                           |                                            |
| 1954                                                        | Ramanathan Krishnan         | Valerie Pitt            |                                           |                                            |
| 1953                                                        | Billy Knight                | Dora Kilan              |                                           |                                            |
| 1952                                                        | Bobby Wilson                | Fanny ten Bosch         |                                           |                                            |
| 1951                                                        | Johann Kupferburger         | Lorna Cornell           |                                           |                                            |
| 1950                                                        | John Horn                   | Lorna Cornell           |                                           |                                            |
| 1949                                                        | Staffan Stockenberg         | Christiane Mercelis     |                                           |                                            |
| 1948                                                        | Staffan Stockenberg         | Olga Miskova            |                                           |                                            |
| 1947                                                        | Kurt Nielsen                | Genevieve Domken        |                                           |                                            |

### Juvenil sub-14
| Ano  | Simples            | Simples           |
| Ano  | Masculinos         | Femininos         |
| ---- | ------------------ | ----------------- |
| 2024 | Takahiro Kawaguchi | Jana Kovačková    |
| 2023 | Mark Ceban         | Luna Vujović      |
| 2022 | Cho Se-hyuk        | Alexia Ioana Tatu |

### Cadeirante
| Ano                                                         | Simples                           | Simples                        | Simples                  | Duplas                           | Duplas                         | Duplas                      |
| Ano                                                         | Masculinos                        | Femininos                      | Tetraplégicos            | Masculinos                       | Femininos                      | Tetraplégicos               |
| ----------------------------------------------------------- | --------------------------------- | ------------------------------ | ------------------------ | -------------------------------- | ------------------------------ | --------------------------- |
| 2024                                                        | Alfie Hewett                      | Diede de Groot                 | Niels Vink               | Alfie Hewett Gordon Reid         | Yui Kamiji Kgothatso Montjane  | Sam Schröder Niels Vink     |
| 2023                                                        | Tokito Oda                        | Diede de Groot                 | Niels Vink               | Alfie Hewett Gordon Reid         | Diede de Groot Jiske Griffioen | Sam Schröder Niels Vink     |
| 2022                                                        | Shingo Kunieda                    | Diede de Groot                 | Sam Schröder             | Gustavo Fernández Shingo Kunieda | Yui Kamiji Dana Mathewson      | Sam Schröder Niels Vink     |
| 2021                                                        | Joachim Gérard                    | Diede de Groot                 | Dylan Alcott             | Alfie Hewett Gordon Reid         | Yui Kamiji Jordanne Whiley     | Andy Lapthorne David Wagner |
| Torneio não realizado em 2020 devido à pandemia de COVID-19 |                                   |                                |                          |                                  |                                |                             |
| 2019                                                        | Gustavo Fernández                 | Aniek van Koot                 | Dylan Alcott             | Joachim Gérard Stefan Olsson     | Diede de Groot Aniek van Koot  | Dylan Alcott Andy Lapthorne |
| 2018                                                        | Stefan Olsson                     | Diede de Groot                 |                          | Alfie Hewett Gordon Reid         | Diede de Groot Yui Kamiji      |                             |
| 2017                                                        | Stefan Olsson                     | Diede de Groot                 | Alfie Hewett Gordon Reid | Yui Kamiji Jordanne Whiley       |                                |                             |
| 2016                                                        | Gordon Reid                       | Jiske Griffioen                | Alfie Hewett Gordon Reid | Yui Kamiji Jordanne Whiley       |                                |                             |
| 2015                                                        |                                   |                                |                          | Gustavo Fernández Nicolas Peifer | Yui Kamiji Jordanne Whiley     |                             |
| 2014                                                        | Stéphane Houdet Shingo Kunieda    | Yui Kamiji Jordanne Whiley     |                          |                                  |                                |                             |
| 2013                                                        | Stéphane Houdet Shingo Kunieda    | Jiske Griffioen Aniek van Koot |                          |                                  |                                |                             |
| 2012                                                        | Tom Egberink Michaël Jeremiasz    | Jiske Griffioen Aniek van Koot |                          |                                  |                                |                             |
| 2011                                                        | Maikel Scheffers Ronald Vink      | Esther Vergeer Sharon Walraven |                          |                                  |                                |                             |
| 2010                                                        | Robin Ammerlaan Stefan Olsson     | Esther Vergeer Sharon Walraven |                          |                                  |                                |                             |
| 2009                                                        | Stéphane Houdet Michaël Jeremiasz | Korie Homan Esther Vergeer     |                          |                                  |                                |                             |
| 2008                                                        | Robin Ammerlaan Ronald Vink       |                                |                          |                                  |                                |                             |
| 2007                                                        | Robin Ammerlaan Ronald Vink       |                                |                          |                                  |                                |                             |
| 2006                                                        | Shingo Kunieda Satoshi Saida      |                                |                          |                                  |                                |                             |
| 2005                                                        | Michaël Jeremiasz Jayant Mistry   |                                |                          |                                  |                                |                             |